# Huleaiivka, Berezivka
Huleaiivka (în ucraineană Гуляївка) este un sat în comuna Berezivka din raionul Berezivka, regiunea Odesa, Ucraina.

## Demografie
Componența lingvistică a localității Huleaiivka
     Ucraineană (91,15%)
     Română (3,83%)
     Rusă (2,87%)
     Belarusă (1,91%)
     Alte limbi (0,24%)
Conform recensământului din 2001, majoritatea populației localității Huleaiivka era vorbitoare de ucraineană (91,15%), existând în minoritate și vorbitori de română (3,83%), rusă (2,87%) și belarusă (1,91%).